# Jean-Claude Amiot
Jean-Claude Amiot (* 18. Oktober 1939 in Vichy, Frankreich) ist ein französischer Komponist, Musikpädagoge und Dirigent.

## Leben
Mit sieben Jahren bekam er den ersten Musikunterricht für Violine am Konservatorium in Le Mans. Später nahm er Privatunterricht für Klavier. 1955 begann er sein Studium am Konservatorium von Lyon im Fach Klarinette und Harmonielehre sowie später Fuge und Kontrapunkt bei César Geoffray. Nach Abschluss in diesen Fächern studierte er von 1963 an Dirigieren an der Scola Cantorum in Paris bei Edmond Pendelton bis 1963. 
1964 nahm er am Dirigenten-Wettbewerb Dimitri Mitropoulos in New York teil. 1968 wurde er Direktor des Konservatoriums von Mâcon; ein Jahr später auch Dirigent des Orchestre d’Harmonie de Mâcon. Er war ebenfalls Dirigent des Kammerorchesters der Nationalen Musikschule von Mâcon. Später wurde er Direktor des Conservatoire Emmanuel Chabrier in Clermont-Ferrand (Auvergne), Frankreich sowie Dirigent des orchestre du Conservatoire National de Région. Er ist Gastdirigent des Symphonie-Orchesters der University of Aberdeen.

## Werke

### Werke für Orchester
- 1979 Mon Premier Concert
- 1981 Sun is working in the Sky
- Sussex saraband : pour saxophone alto et orchestre à cordes, Alphonse Leduc - Editions Musicales, Paris[1]
- Celtic suite : pour clarinette si b et orchestre à cordes, Alphonse Leduc - Editions Musicales, Paris[2]

### Werke für Blasorchester
- Messager des Etoiles
- Mon Troisième concert
- Vaudou - en souvenir du Bénin -

### Bühnenwerke
- Voleur de Lune Oper in 3 Akten

### Kammermusik
- Melpomene für Violoncello und Klavier

## Weblink
- Biographische Daten und Foto. Centre de documentation de la musique contemporaine, archiviert vom Original am 12. April 2009; abgerufen am 28. August 2008 (französisch).